# ATMOS 2000
El ATMOS (en inglés: Autonomous Truck MOunted howitzer System / Sistema de obús montado en camión autónomo) es un cañón autopropulsado de calibre 155 mm /52 fabricado por el fabricante militar israelí Soltam Systems.
El sistema es de largo alcance, rápido movimiento, montado en camión con alta potencia de fuego y movilidad, despliegue rápido, tiempo de respuesta corto, operable en todas las áreas del terreno. El sistema está integrado con un sistema completamente computarizado, que proporciona un control automático, navegación precisa y adquisición de objetivos. El sistema se ofrece con varias longitudes de cañón de pistola, que van desde calibre 39 a 52, para cumplir con los diferentes requisitos del cliente.

## Resumen
El ATMOS está equipado con una artillería de calibre 155 mm /52 que cumple con el Memorando de entendimiento balístico conjunto (JBMoU) de la OTAN , y está montado en un chasis de camión todoterreno 6 × 6. El mecanismo de cierre es de deslizamiento horizontal que se abre automáticamente hacia la derecha con un anillo de obturación de metal autosellante. El amortiguador es un cilindro hidráulico con un recuperador hidroneumático . La longitud de retroceso es variable de 850 a 1100 mm con dos equilibradores neumáticos. La elevación y el desplazamiento del arma son todos hidráulicos y controlados por computadora. Los engranajes de puntería del arma, los sistemas de asistencia de carga y las palas son operados por un paquete de energía hidráulica. Con un cañón de 155 mm/52, se puede lograr un alcance máximo de 41 km, utilizando proyectil de rango extendido de calibre completo - Base Bleed (ERFB-BB), 30 km disparando el proyectil de alto explosivo (HE) L15 de la OTAN y 24,5 km disparando el proyectil M107 HE más antiguo.
El ATMOS 2000 transporta un total de 27 proyectiles de 155 mm y cargas asociadas y puede ser operado por una tripulación de 4 hombres, que consta de dos cargadores colocados uno a cada lado en la parte trasera. El sistema proporciona una cadencia de tiro de entre 4 y 9 rds/min.

## Desarrollo
A fines de 2001, Soltam Systems publicó detalles de la última versión de su ATMOS 2000, cuya existencia se reveló por primera vez a fines de 1999. En ese momento, también se la conocía como pistola autopropulsada con ruedas de 155 mm (SPWG). El ATMOS se desarrolló como una empresa privada y está destinado principalmente a los mercados de exportación, aunque ya se ha demostrado a las Fuerzas de Defensa de Israel ( FDI ). Los cañones autopropulsados con ruedas suelen ser más baratos de adquirir que sus contrapartes con orugas más comunes, tienen costos de ciclo de vida más bajos y son más fáciles de operar y mantener. Además, también tienen una mayor movilidad estratégica y no dependen de los Transportadores de Equipo Pesado (HET). A finales de 2001, el sistema disparó más de 1.000 rondas, durante extensas pruebas en Israel.
A mediados de 2003, un cliente de exportación no revelado firmó un contrato con la empresa por un valor de 5 millones de USD por un lote no revelado de sistemas ATMOS 2000. Desde finales de 2004, las Fuerzas de Defensa de Israel (FDI) llevaron a cabo extensas pruebas de campo del sistema ATMOS de calibre 155 mm/39. 
También hay una versión rumana, llamada ATROM, que usa el mismo cañón Soltam de 155 mm en un chasis de camión ROMAN 26.360 DFAEG 6x6 desarrollado localmente. Este proyecto se suspendió después de que se construyeron tres prototipos.

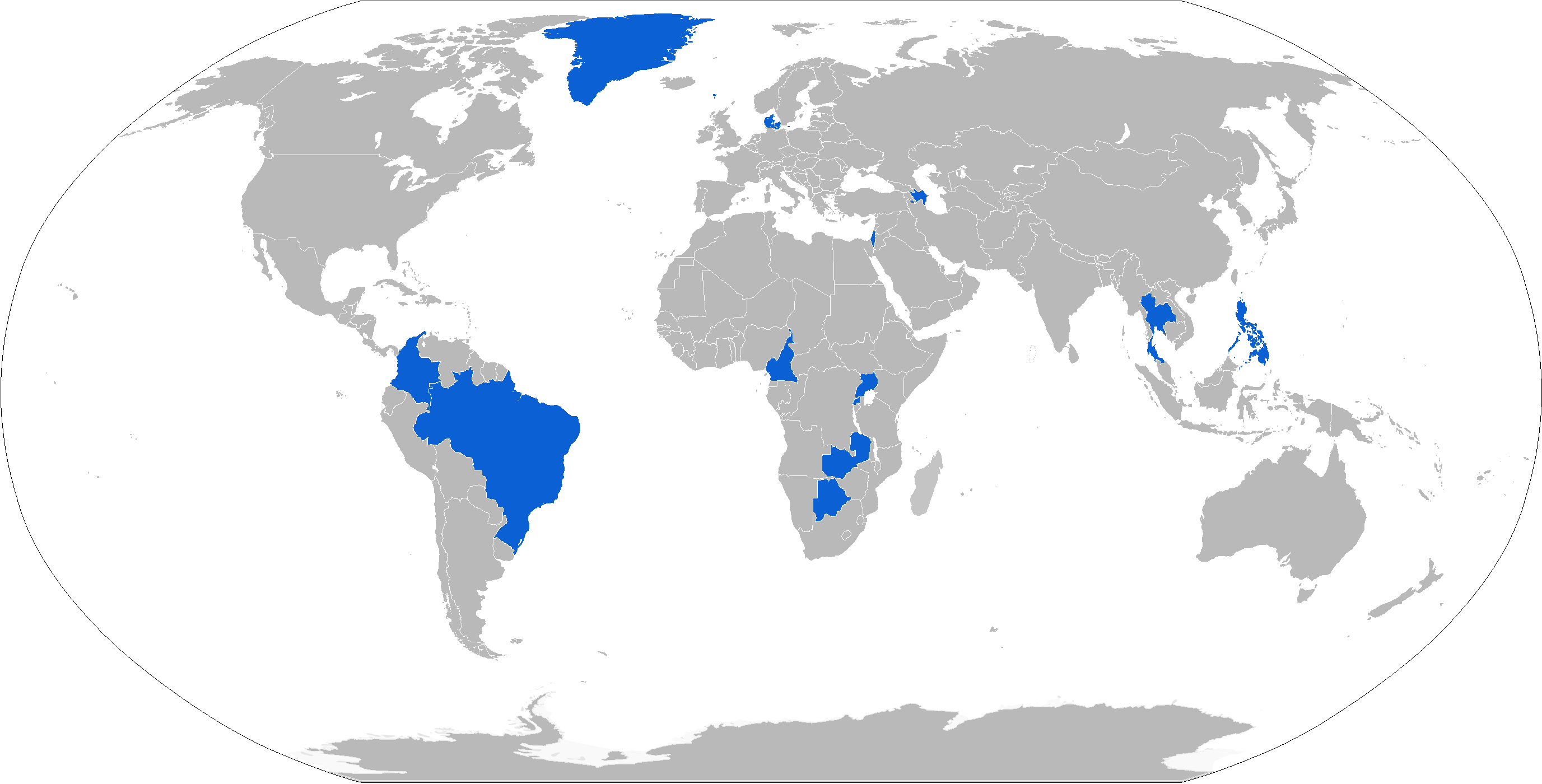
Usuarios del ATMOS 2000

## Usuarios

### Operadores Actuales
- Azerbaiyán: Ejército de la República de Azerbaiyán 6 sistemas.
- Botsuana: Fuerzas de Defensa de Botsuana 5 sistemas en 2018.
- Camerún: Ejército de Camerún 18 sistemas
- Filipinas:[3] Ejército filipino : 12 sistemas
- Tailandia:[4][5]
  - Real Ejército Tailandés: M758 ATMG - 24 sistemas.
  - Real Infantería de Marina de Tailandia: ATMOS 2000 - 6 sistemas.
- Rumania: Ejército rumano : ATROM variante 3 prototipos
- Ruanda: Fuerza de Defensa de Ruanda : al menos un sistema ATMOS 2000
- Uganda:[6] UPDF Land Forces : 6 sistemas
- Zambia:[7] Ejército de Zambia : 6 sistemas

### Futuros operadores
- Israel:[8] a partir de 2017, se seleccionó un desarrollo del ATMOS 2000 para reemplazar los M109 operados por las Fuerzas de Defensa de Israel .
- Dinamarca:[9] el ejército danés adquirirá 19 unidades de ATMOS 2000 para reemplazar las 19 unidades ordenadas de obuses CAESAR producidos en Francia que se han prometido a las fuerzas armadas de Ucrania.
- Brasil:[10] El Atmos 2000 fue seleccionado por el Ejército Brasileño en el programa " VBCOAP 155mm SR " para la adquisición de 36 Obús Autopropulsados.
- Argentina comprará 72 ATMOS 155mm. el informe del 1.º de marzo del 2024 aborda aspectos generales del proyecto del Ejército, así como cuestiones técnicas sobre los VCA M109 KAWEST y ATMOS. Asimismo, profundiza sobre el requerimiento actual y la necesidad imperiosa de dotar al arma de artillería con medios modernos. Otro punto destacable es la mención del monto que demandará la mencionada inversión, totalizando la misma $ 144.108.777.600 de pesos (unos U$D 160 millones de dólares a la cotización actual de la divisa estadounidense).
- Colombia:[11] El Ejército adquiriría 18 unidades del obús autopropulsado desarrollado por la firma israelí Elbit Systems (Se hizo aclaración de que la compra no fue suspendida por el corte de relaciones, por lo que la compra sigue en pie.)[12]

### Posibles operadores
- Polonia:[13] Polonia planeó, pero nunca ordenó, el obús AHS Kryl de 155 mm, una versión de fabricación nacional del ATMOS 2000

## Galería

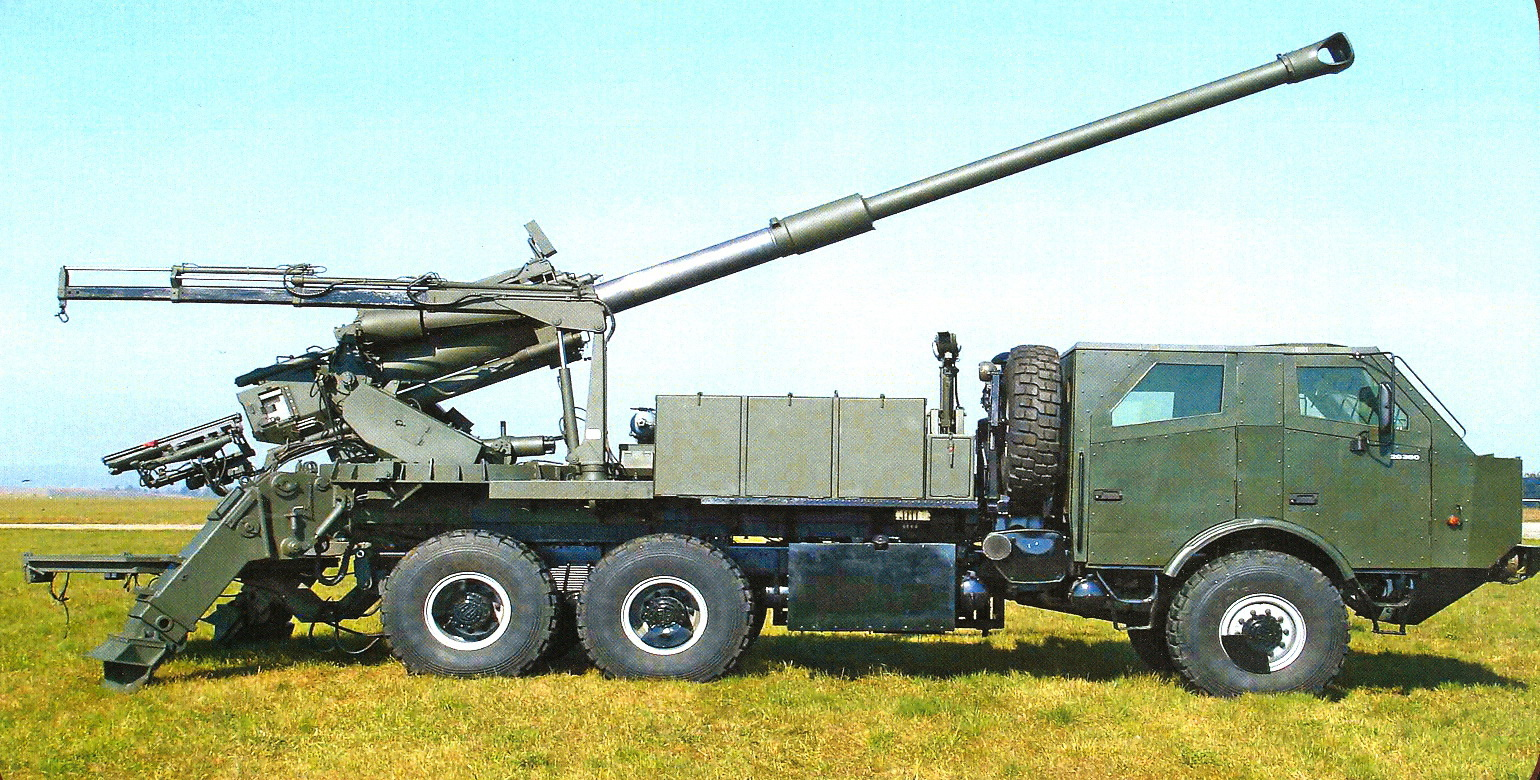
Sistema ATMOS 2000 con cañon de 52 calibres
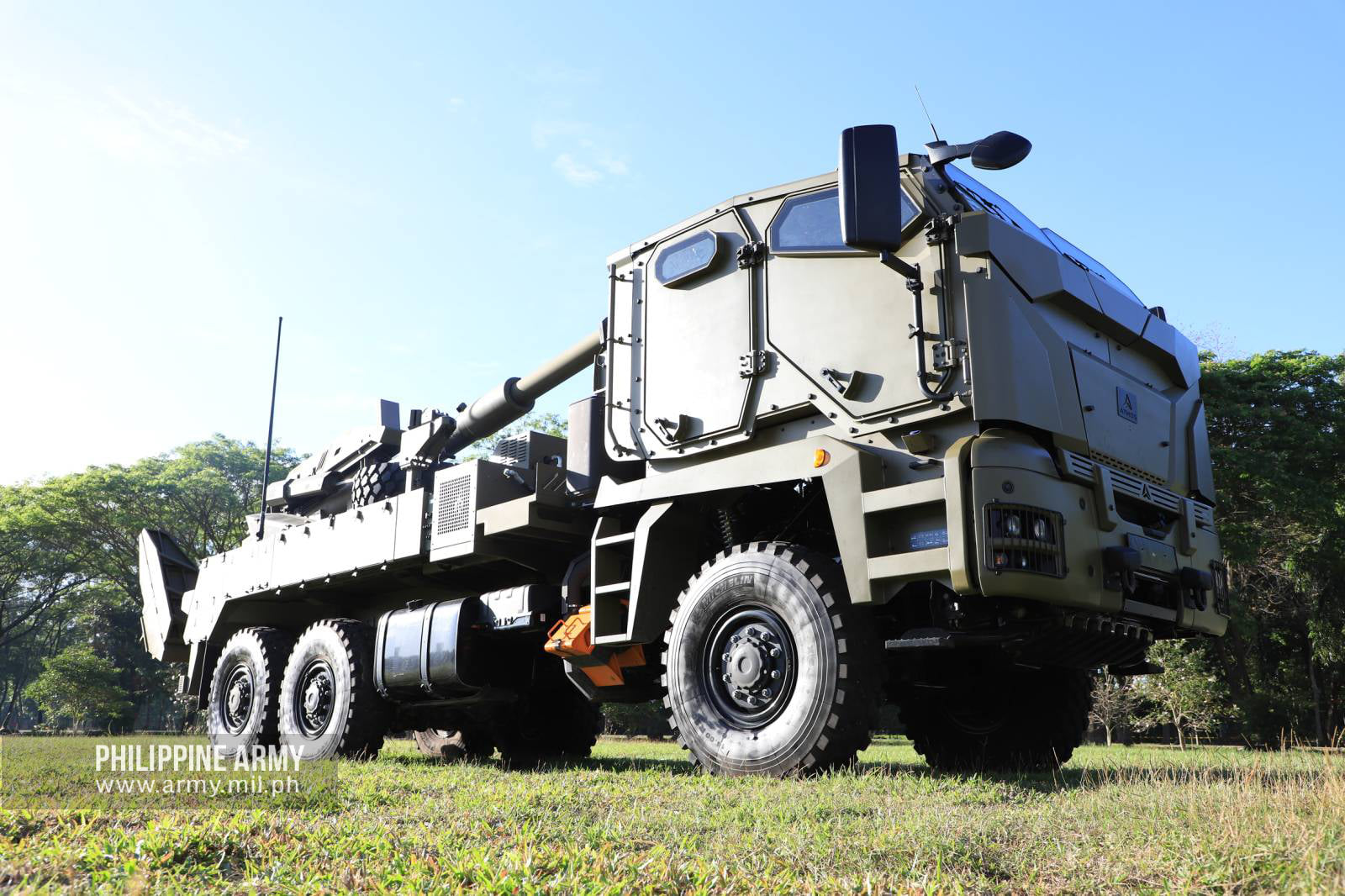
Sistema ATMOS en 2022
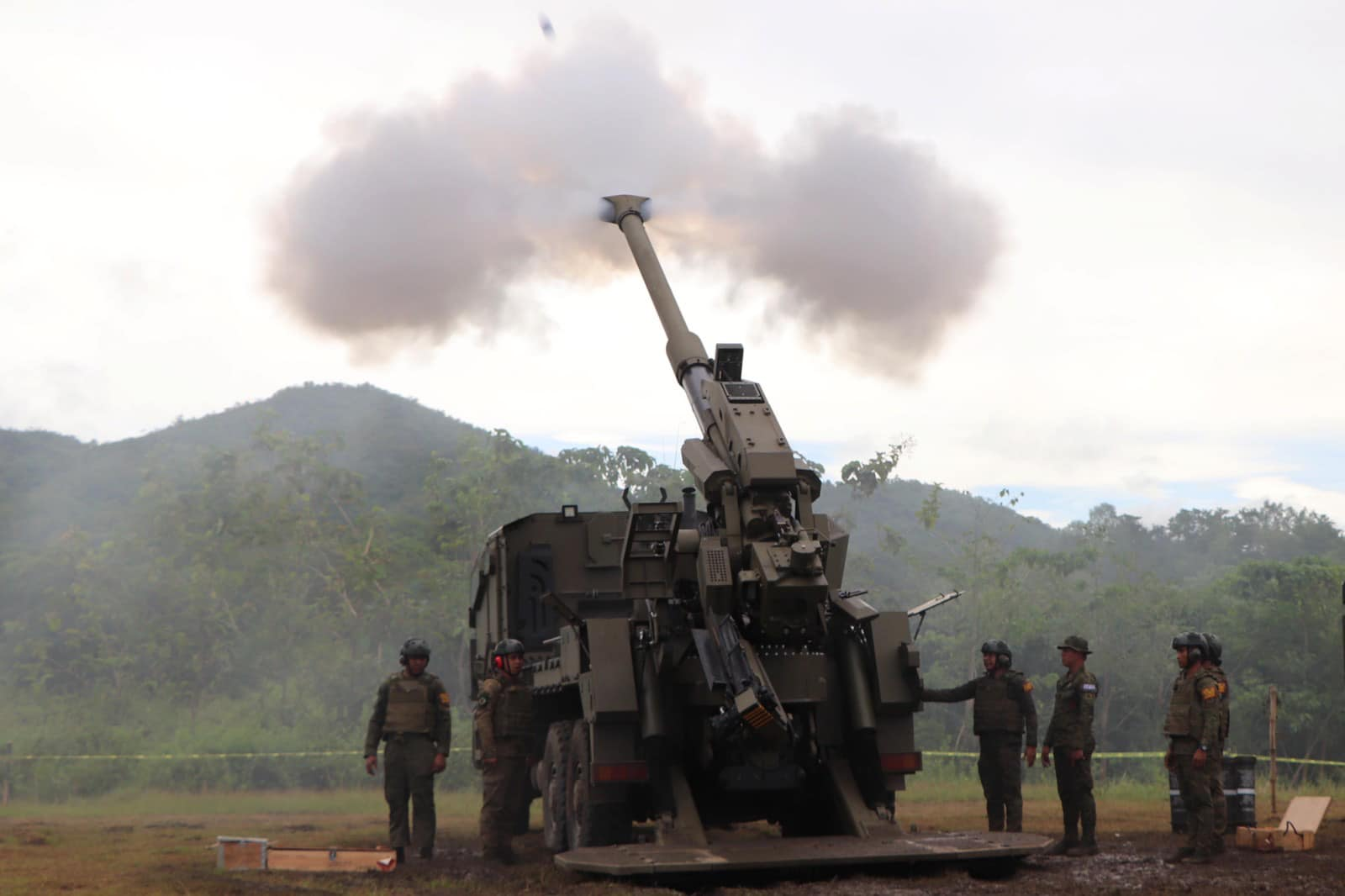
Entrega de Sistema ATMOS
- Disparo de sistema ATMOS
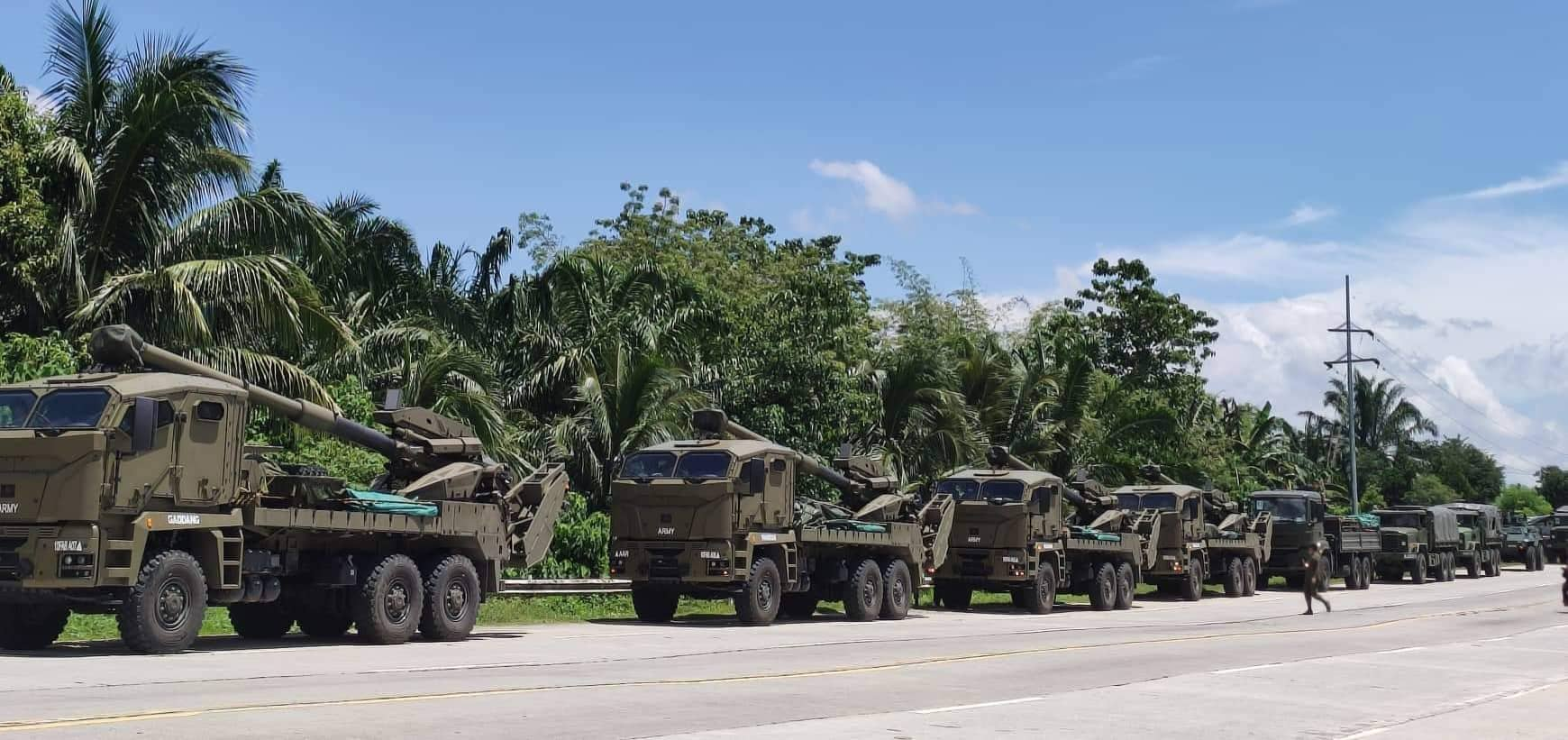
ATMOS 2000 en formación
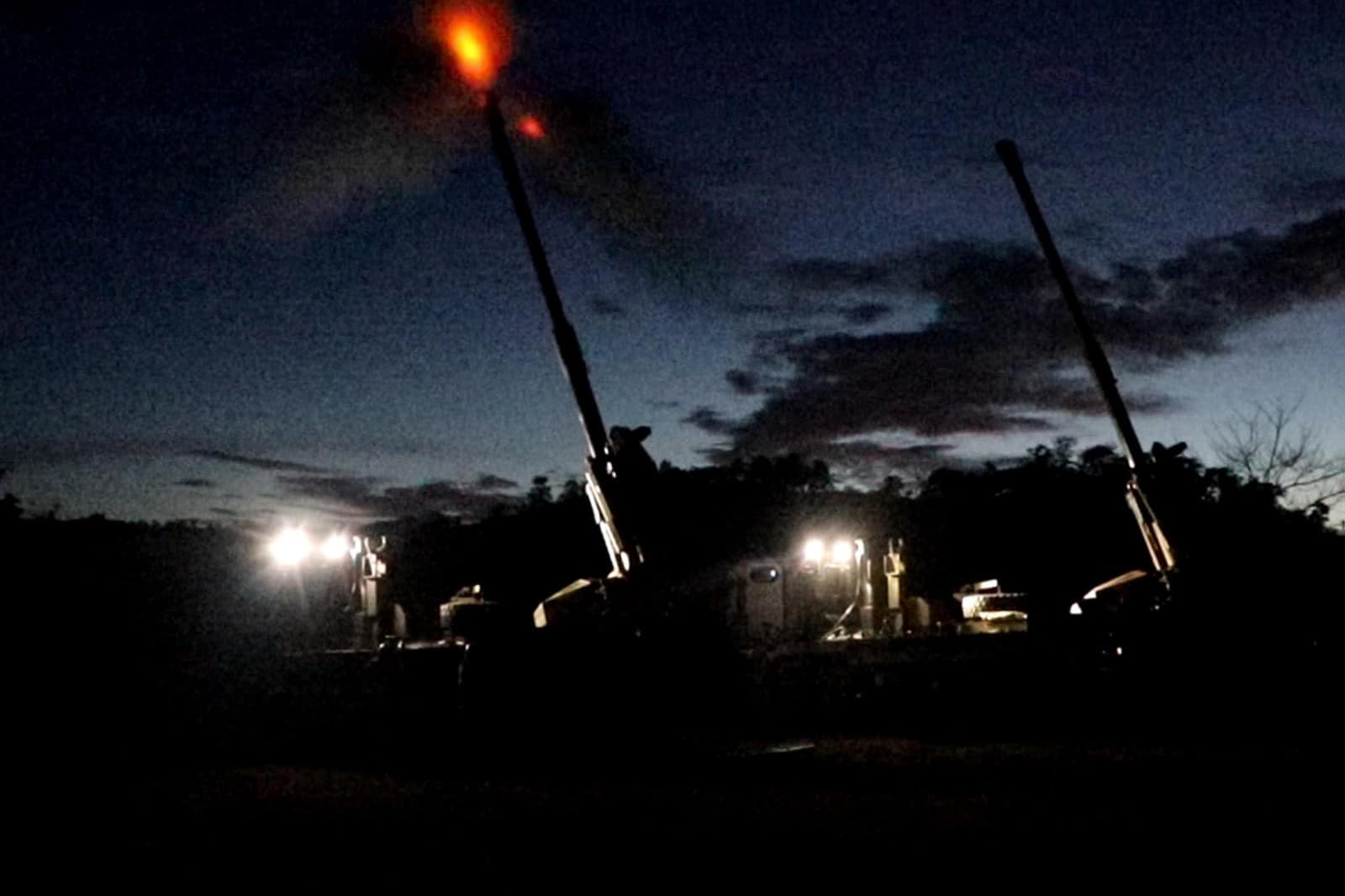
Disparo de ATMOS 2000 de noche
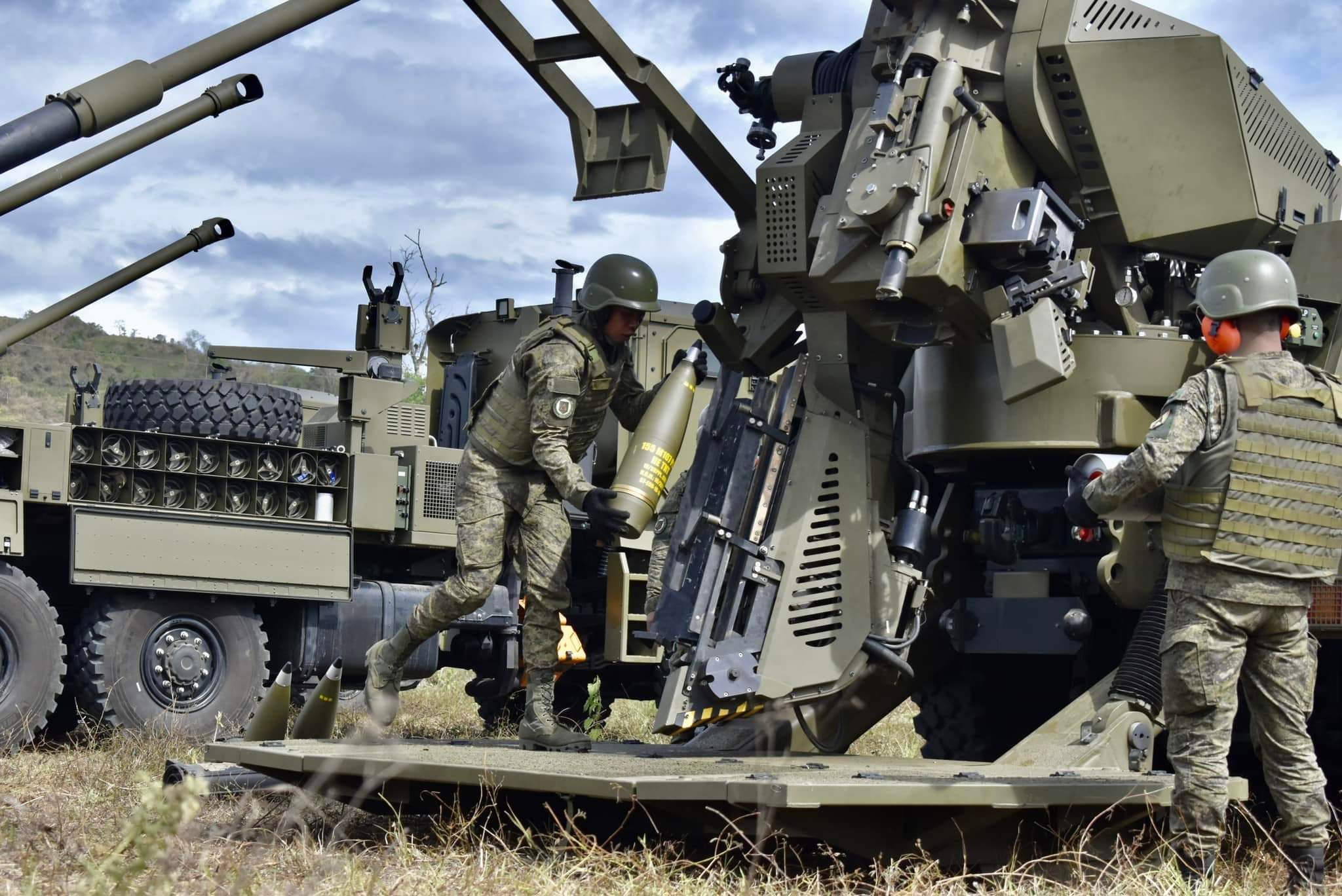
Sistema de disparo ATMOS 2000
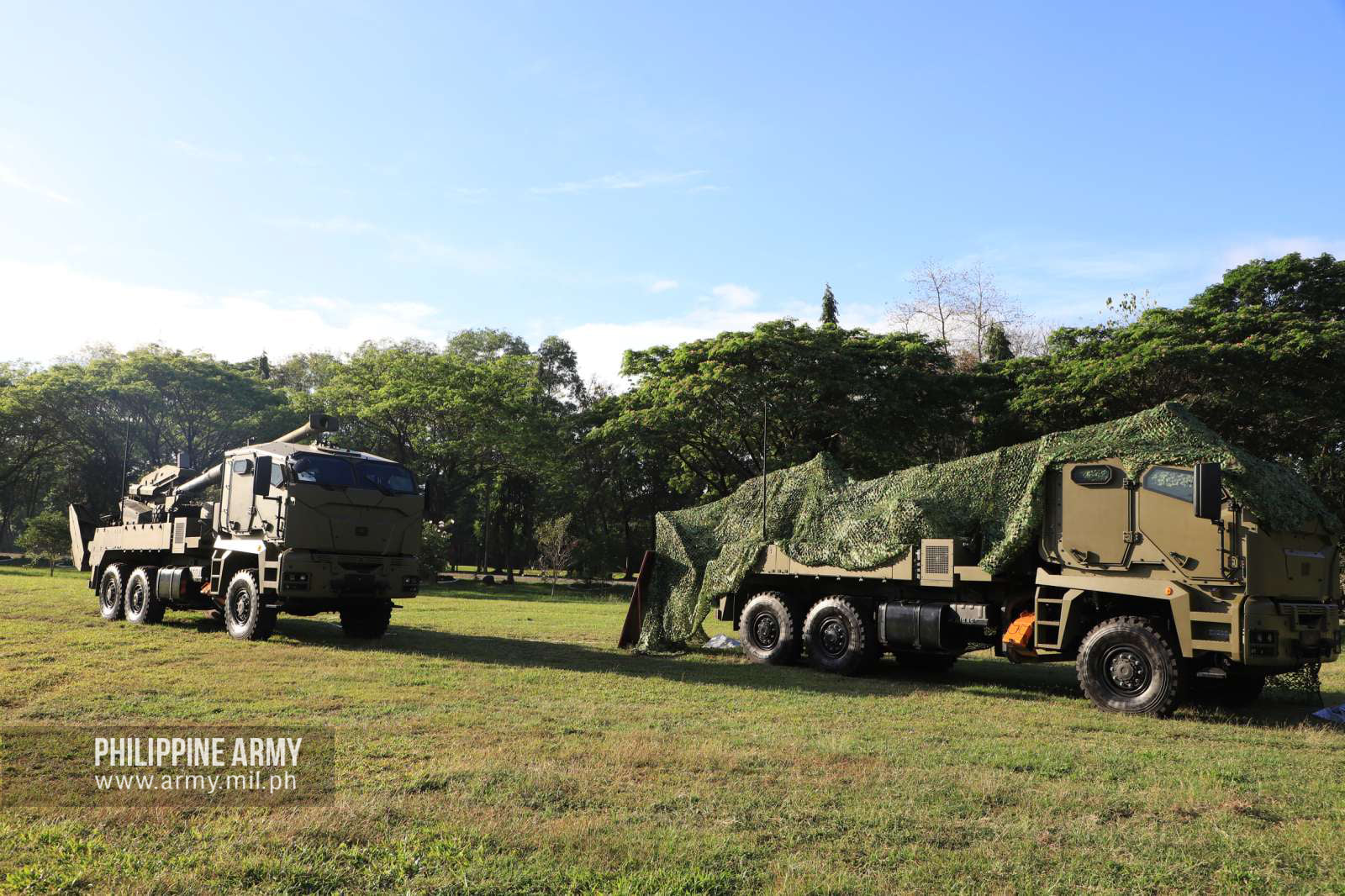
Preparativos para disparo del ATMOS 2000
- ATMOS 2000 con camuflajes
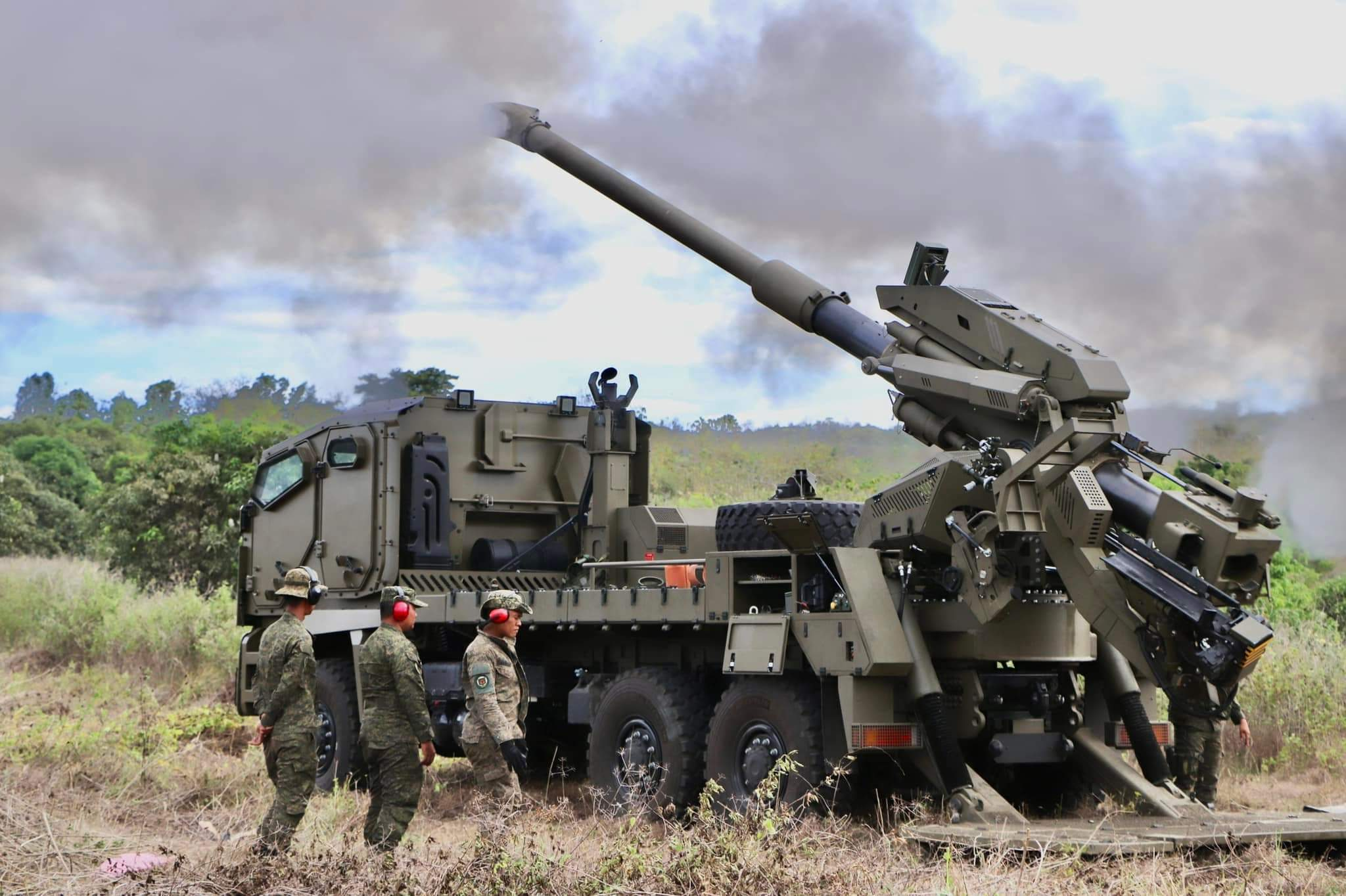
Disparo del ATMOS 2000 de Filipinas
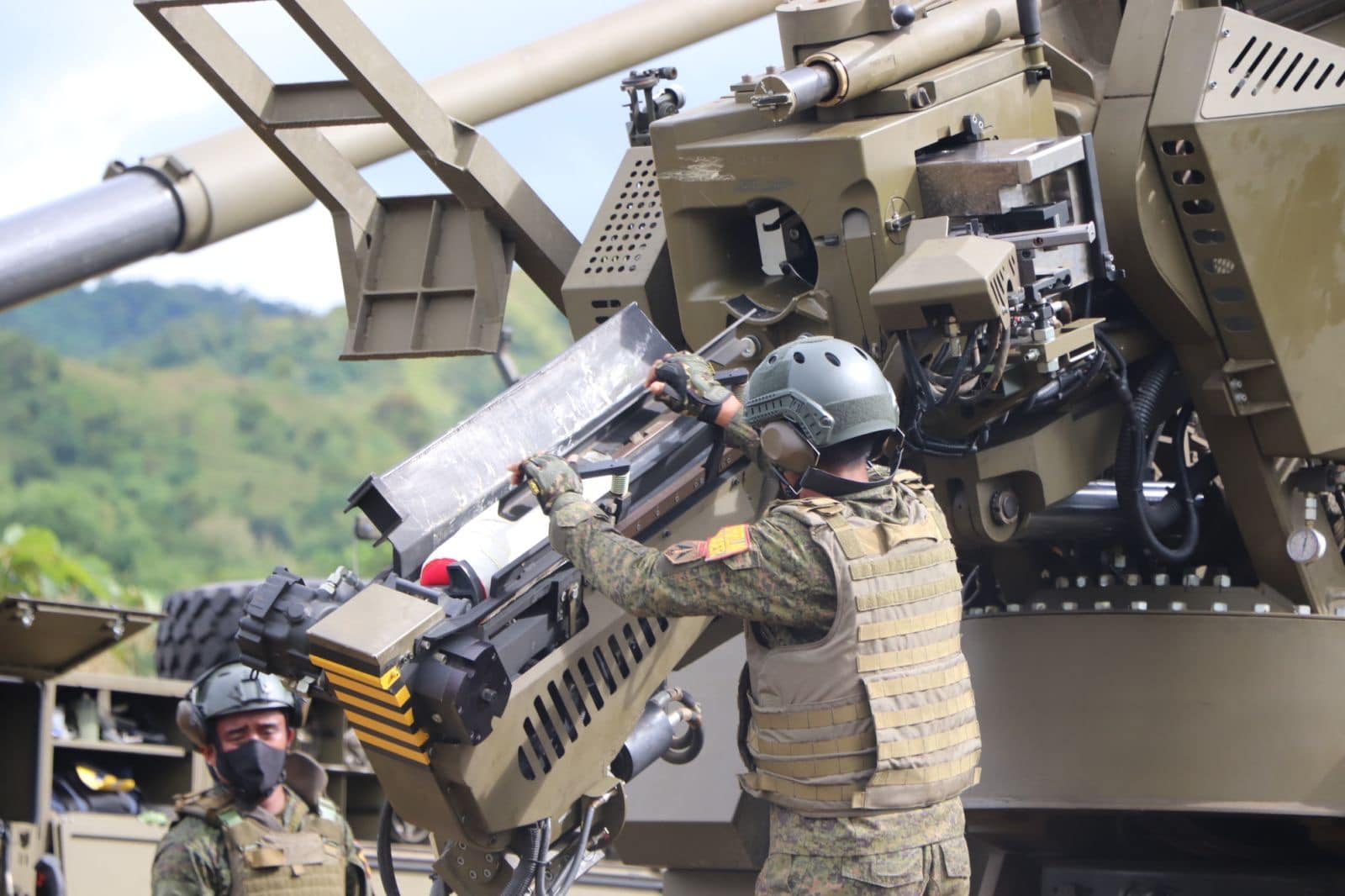
Recarga del ATMOS 2000
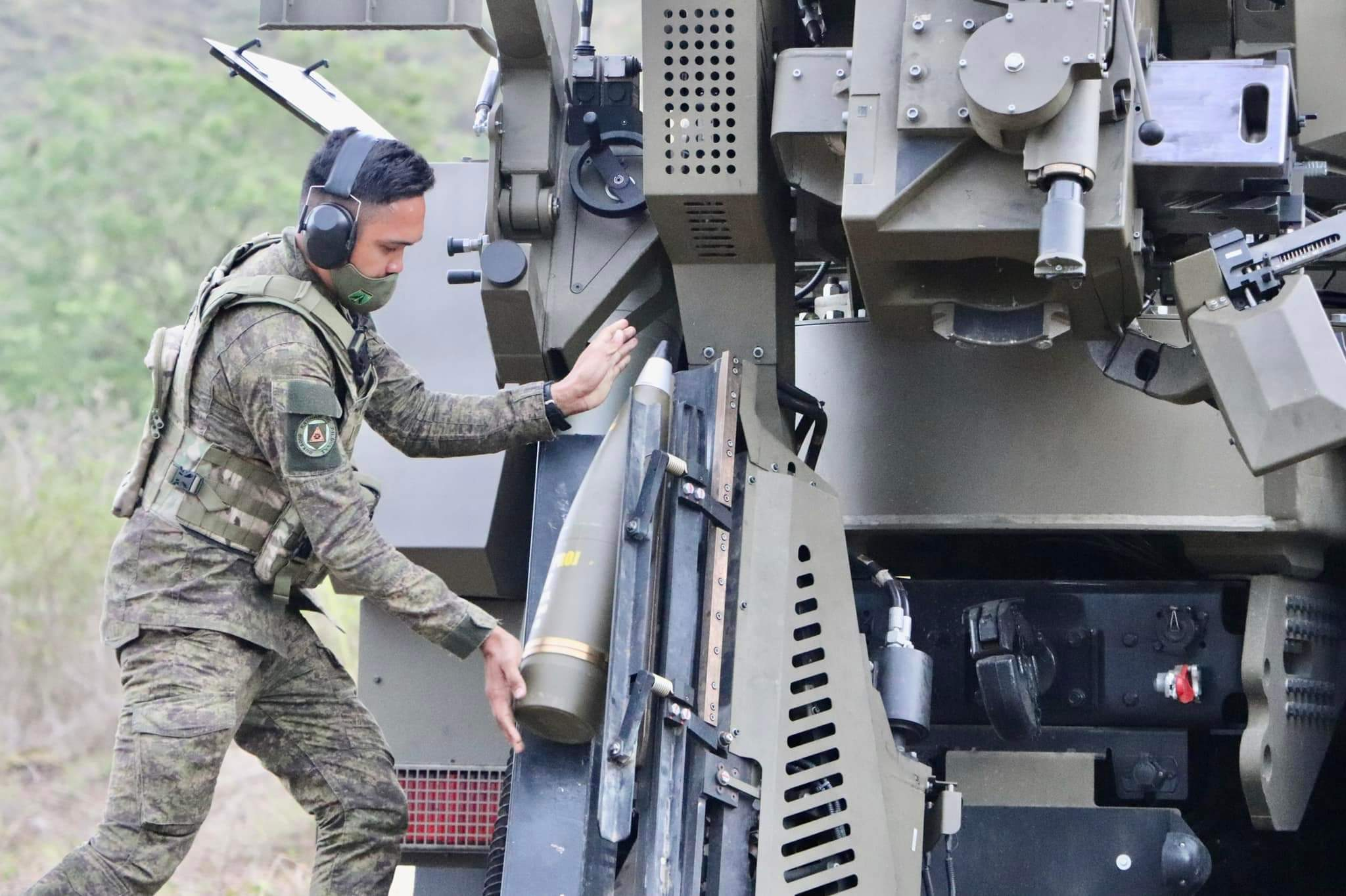
Ejercicios del ejercito filipino con los sistemas ATMOS